# Мураги
Мураги (бел. Мурагі́), также известна как Муроги — деревня в Россонском районе Витебской области Белоруссии. Входит в состав Горбачевского сельсовета.

## История
В конце XVIII века деревня находилась в шляхетской собственности на территории Полоцкого воеводства. В деревне располагалась униатская церковь.

## Достопримечательность
На берегу озера Нещердо стоит памятник одному из основоположников новой белорусской литературы, автору знаменитого произведения — «Шляхтич Завальня, или Беларусь в фантастических повествованиях» Яну Барщевскому. На каменной глыбе выгравированы слова «Самотныя думкi мае вяртаюцца ў гэты край». Ян Барщевский обошел пешком здешние места, собирая легенды и предания «дикого северного края Беларуси», которые затем вошли во многие его произведения.

## Известные уроженцы
- Ян Барщевский — белорусский писатель и поэт, издатель. В деревне установлен памятный знак писателю.